# Durga

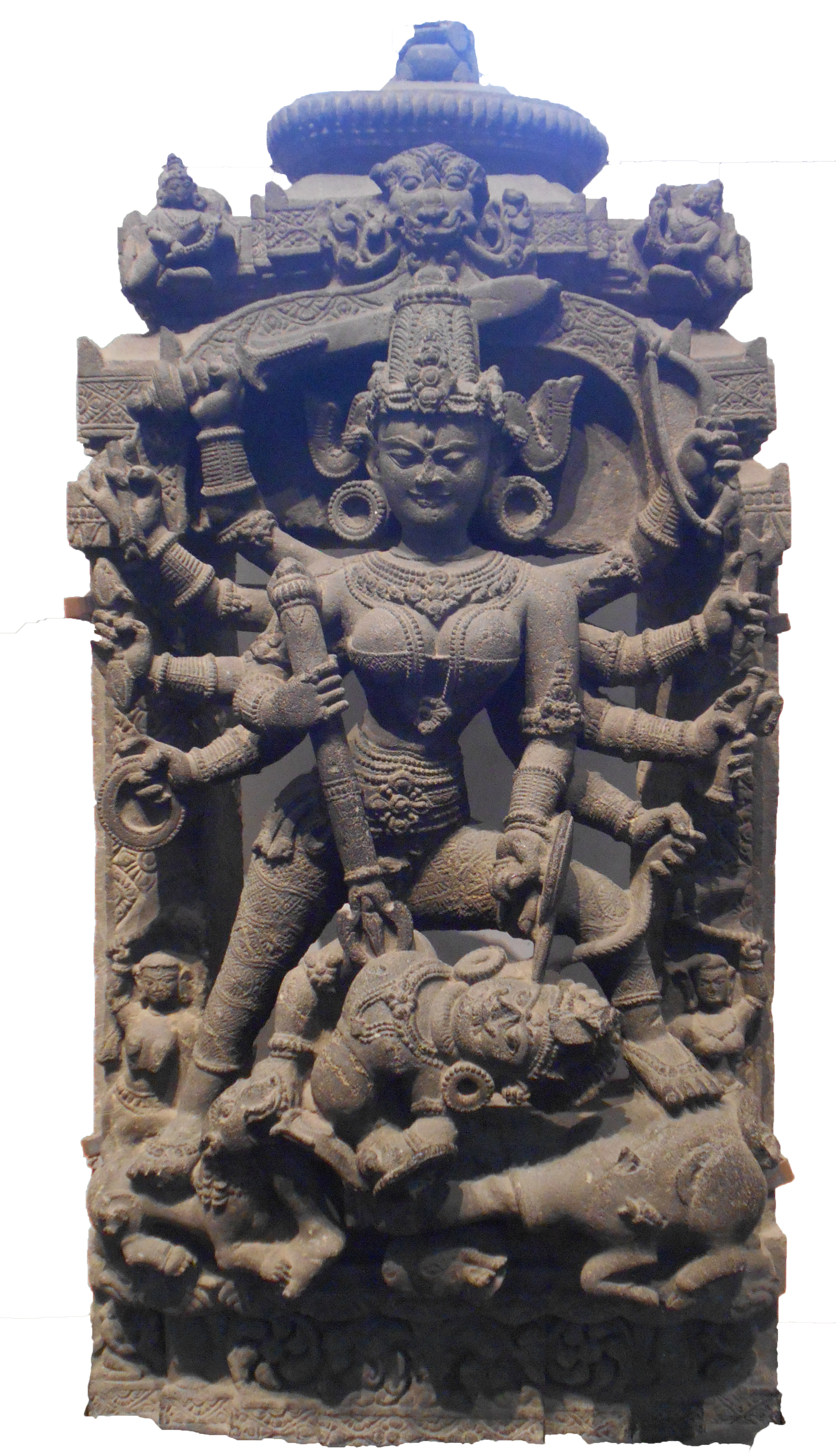
Steinskulptur der Devi Durga, Indian Museum, Kolkata

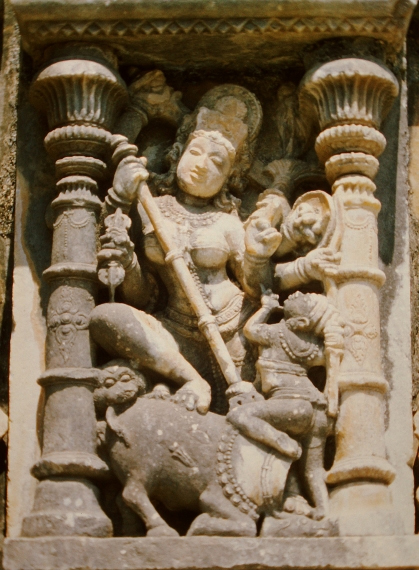
Durgas Kampf gegen den Büffeldämon Mahisasur, der dem abgeschlagenen Kopf des Büffels entstiegen ist und in seiner menschlichen Gestalt Durga um Gnade anfleht, die ihm jedoch verweigert wird; ihr Reittier, der Löwe, greift den Büffel von hinten an; Ambika-Mata-Tempel, Jagat (Rajasthan, 10. Jh.)

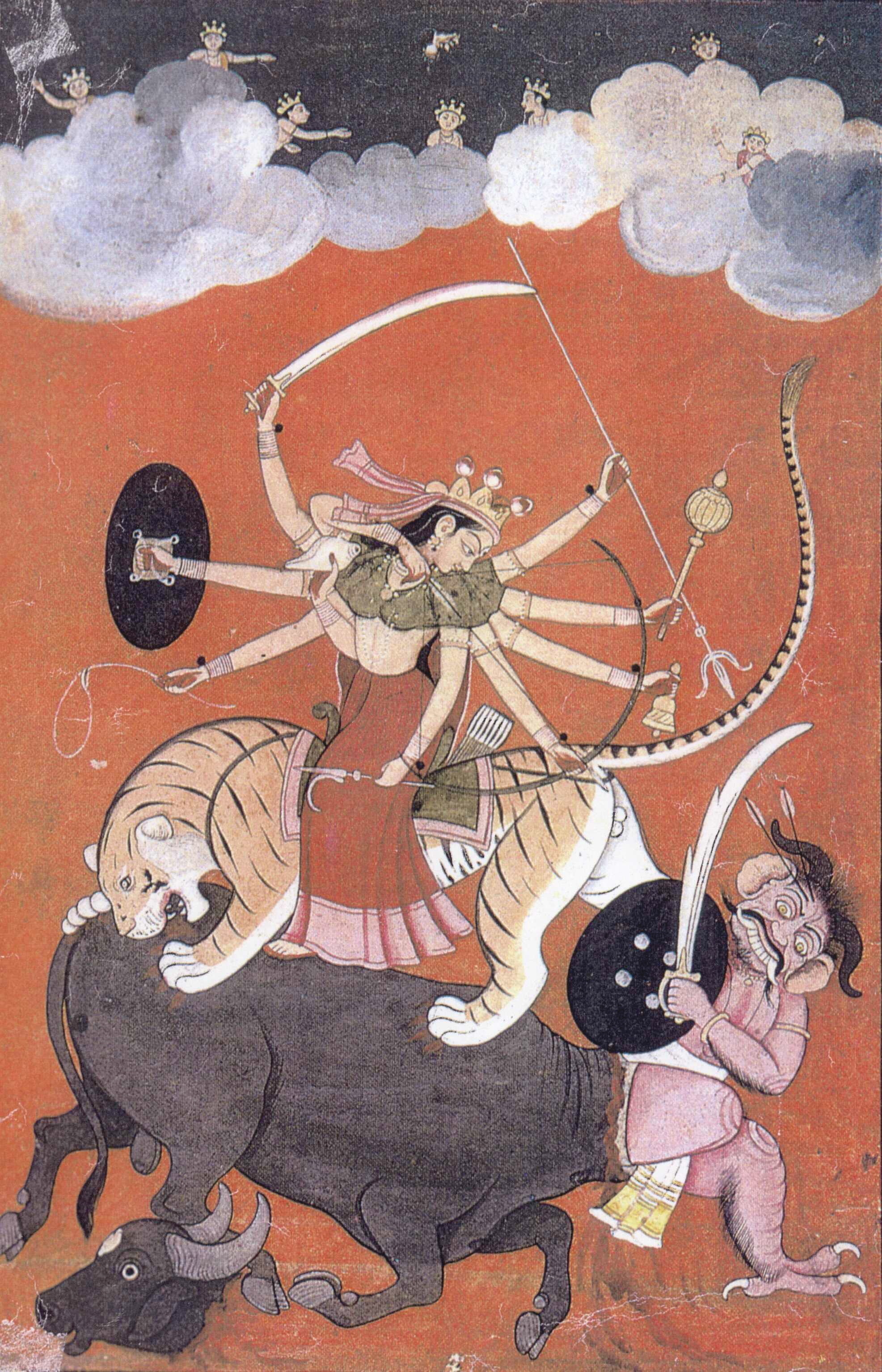
Durga – hier auf einem Tiger reitend – bekämpft mit den ihr von den Göttern verliehenen Waffen den Büffeldämon Mahisasur, die Verkörperung aller niederen Triebe (Miniaturmalerei, 18. Jh.).

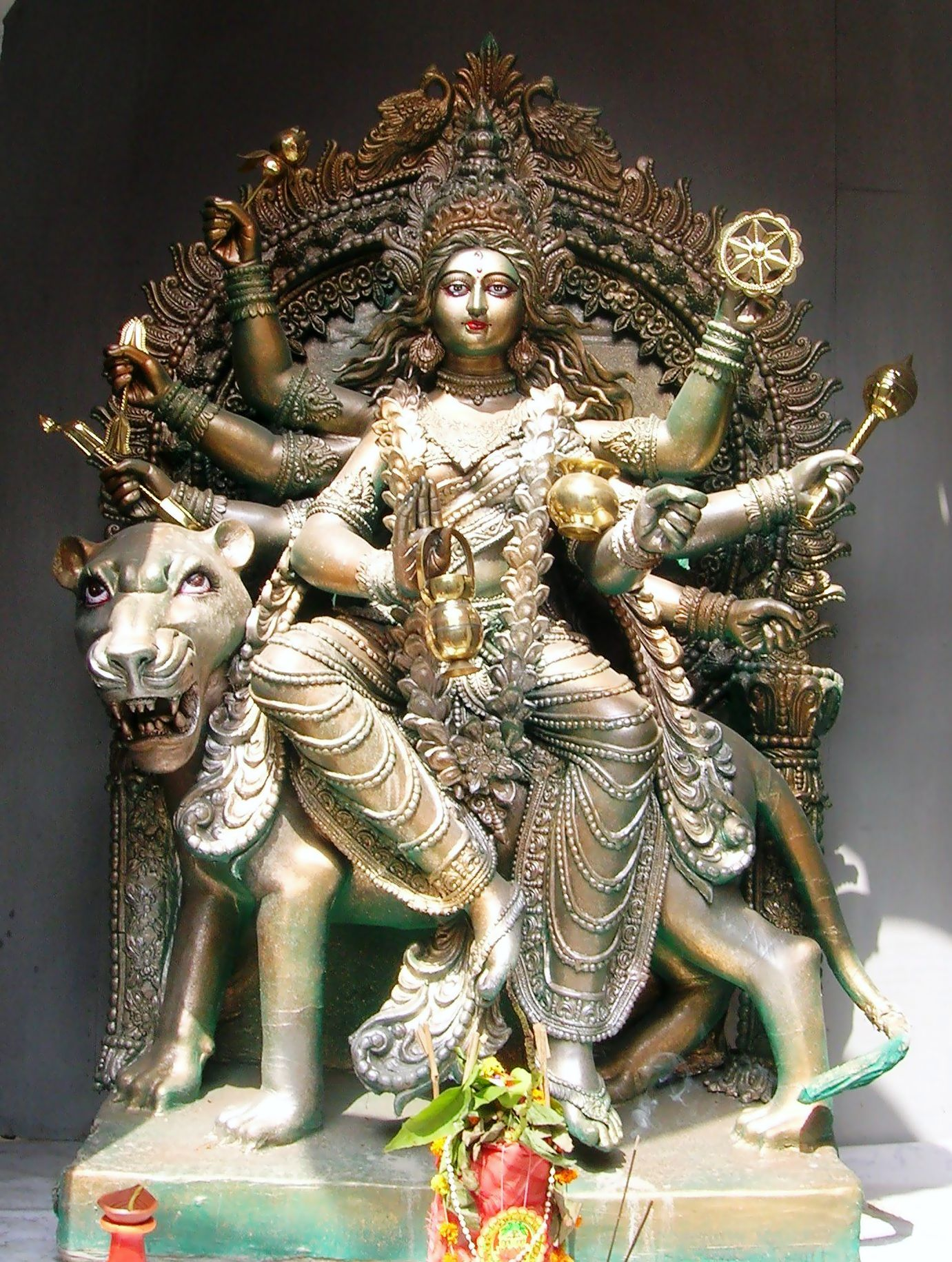
Zehnarmige Durga (Devi Kushmanda) als schöne Frau auf einem Löwen reitend; ihr Kampf gegen Mahisasur wird nicht mehr dargestellt, Kolkata, 20. Jh.

Durga (Sanskrit, f., दुर्गा, durgā, wörtl.: die schwer Zugängliche, die schwer zu Begreifende) ist die wohl populärste Form der Göttin (devi) im Hinduismus, die in unterschiedlichen göttlichen Erscheinungsformen existiert, gütig und strafend: Durga ist eine Göttin der Vollkommenheit, die als Sarasvati, Lakshmi, Ambika und Ishvari sowie in anderen Formen erscheinen kann und unter anderem Kraft, Wissen, Handeln und Weisheit verkörpert. Im Tantrismus ist sie Shakti, die weibliche Urkraft/Energie des Universums. Während sie etwa als Lakshmi zu Vishnu und als Saraswati zu Brahma gehört, ist sie in der Form der Durga keinem männlichen Gott zugeordnet.

## Darstellung
In der klassischen indischen Kunst wird Durga eigentlich immer nur in ihrer Rolle als Töterin des Büffeldämons (mahisasurmardini) dargestellt; erst viel später, im 19./20. Jahrhundert kommt auch der Aspekt ihrer Schönheit stärker zum Ausdruck. Hatte sie ursprünglich meist vier, sechs oder acht Arme, so hat sie in späteren Darstellungen zehn, manchmal sogar achtzehn oder zwanzig Arme, was große Kraft (Shakti) symbolisiert. Auf der Stirn befindet sich das dritte Auge und sie reitet auf einem Löwen oder Tiger. In ihren zornvollen Manifestationen tritt sie als Kali oder Chamunda auf. In ihren (meist acht) Händen trägt sie verschiedene Attribute, die variieren können – typisch sind Waffen (Diskus, Dreizack, Pfeil und Bogen, Schwert, Keule, Schild und Schneckenhorn), aber auch religiöse Gegenstände (Gebetskette, Glocke) kommen vor. Sie gilt als „Große Göttin“ (Mahadevi) und als „Allmutter“ (Ambika). Im Shaktismus stellt Durga die höchste Göttin dar, die alle anderen Götter überragt und eins ist mit dem Absoluten. Kumari, die jungfräuliche Mädchen-Göttin in Nepal, gilt als eine Inkarnation der Durga.

## Mythos
Viele Schriften berichten über Durga. Der bekannteste Mythos ist im Devi Mahatmya überliefert, einem Teil des Markandeya-Purana, sowie im Devi Bhagavata. Es sind für ihre Verehrer die beiden wichtigsten Schriften und sie zählen zu den Puranas.
Demnach erschlug Durga im Kampf den „Büffeldämon“ Mahishasura mitsamt seiner Armee, weshalb sie auch Mahishasura Mardini (Büffeldämontöterin) genannt wird. In Erscheinung trat sie auf Wunsch der himmlischen Devas, die von Mahisasura terrorisiert wurden. Durch harte Askese, Meditation und Beten wurde ihm von Brahma der Wunsch gewährt, dass er nur von der Hand einer Frau den Tod finden würde. Da er keiner Frau diese Fähigkeit zutraute, wurde er immer machtgieriger und schwang sich in seiner grenzenlosen Arroganz schließlich zum Herrscher des Himmels auf. Alle sollten ihn anbeten. Shiva und Vishnu wurden zornig, als sie vom Treiben des Dämons hörten, und im Zorn entsprang ihren Gesichtern jeweils ein helles Licht, das sich mit den Lichtern aus den Körpern der anderen Himmlischen zu einem einzigen vereinte und die Gestalt einer wunderschönen Frau annahm. Shiva und Vishnu sowie alle anderen Himmlischen überreichten ihr Waffen: Shiva gab aus seinem Dreizack heraus einen zweiten, Vishnu von seinem Diskus einen zweiten und jeder der himmlischen Devas schenkte eine exakte Kopie von seinem Emblem. Von Surya, der Sonne, erhielt sie die glänzenden Strahlen, die aus allen Poren ihrer Haut leuchten; Kala, die Zeit, schenkte ein Schwert und der Himavat (Gott des Himalaya) einen prachtvollen Tiger als Reittier. Das Devi Mahatmya beschreibt sie „überirdisch strahlend, ihr unermesslicher Glanz durchdrang die drei Welten, ihre Füße bogen die Erde und ihre Krone berührte den Himmel. Mit ihren tausend Armen durchdrang sie das Universum“. Schließlich zog die Göttin mit „laut brüllendem Lachen“ in den Kampf, die Berge schwankten, das Universum bebte und die Meere traten über die Ufer. Der Dämon wechselte während des Kampfes ständig seine Formen, war Büffel, Löwe, Elefant – bis sie ihn schließlich in seiner Büffelform besiegte. Fast jedes Hindukind kennt diese sehr populäre Purana-Geschichte der Göttin.

## Symbolik
Die Symbolik des letztlich kosmischen Geschehens ist sehr vielschichtig und kann unterschiedliche Bedeutung haben: Die sich ständig wandelnden Formen des Dämons etwa können als die verschiedenen Erscheinungsformen des Übels angesehen werden. Der Büffel bedeutet außer einem Zeichen für Kraft oft auch Symbol für Verblendung, Egoismus und für geistigen Tod. Durgas Waffen sind Inbegriff aller kosmischen und geistigen Kräfte, die Schriften der Hindus sprechen an vielen Stellen in Bildern von diesen geistigen Waffen, die Bhagavad Gita etwa nennt das „Schwert der Weisheit“ oder erwähnt das „mächtige Schwert der Nichtanhänglichkeit“. Die Gläubigen interpretieren deshalb die Vernichtung des Dämons meist als das Zerschlagen allen Übels, der gesamten niederen menschlichen Natur, wobei für Hindus die klassischen sechs Übel folgende sind: Kama (weltliche Begierden, Lust und Unzufriedenheit), Krodha (Ärger, Zorn), Lobha (Gier), Moha (Verblendung), Mada (Hochmut) sowie Matsarya (Eifersucht und Neid). Durch ihren Sieg über diese inneren Feinde des Menschseins – verkörpert durch den Büffeldämon Mahisasur in seinen verschiedenen Formen – wird die Göttin als Verleiherin göttlicher Weisheit und Erkenntnis erkannt.

## Fest

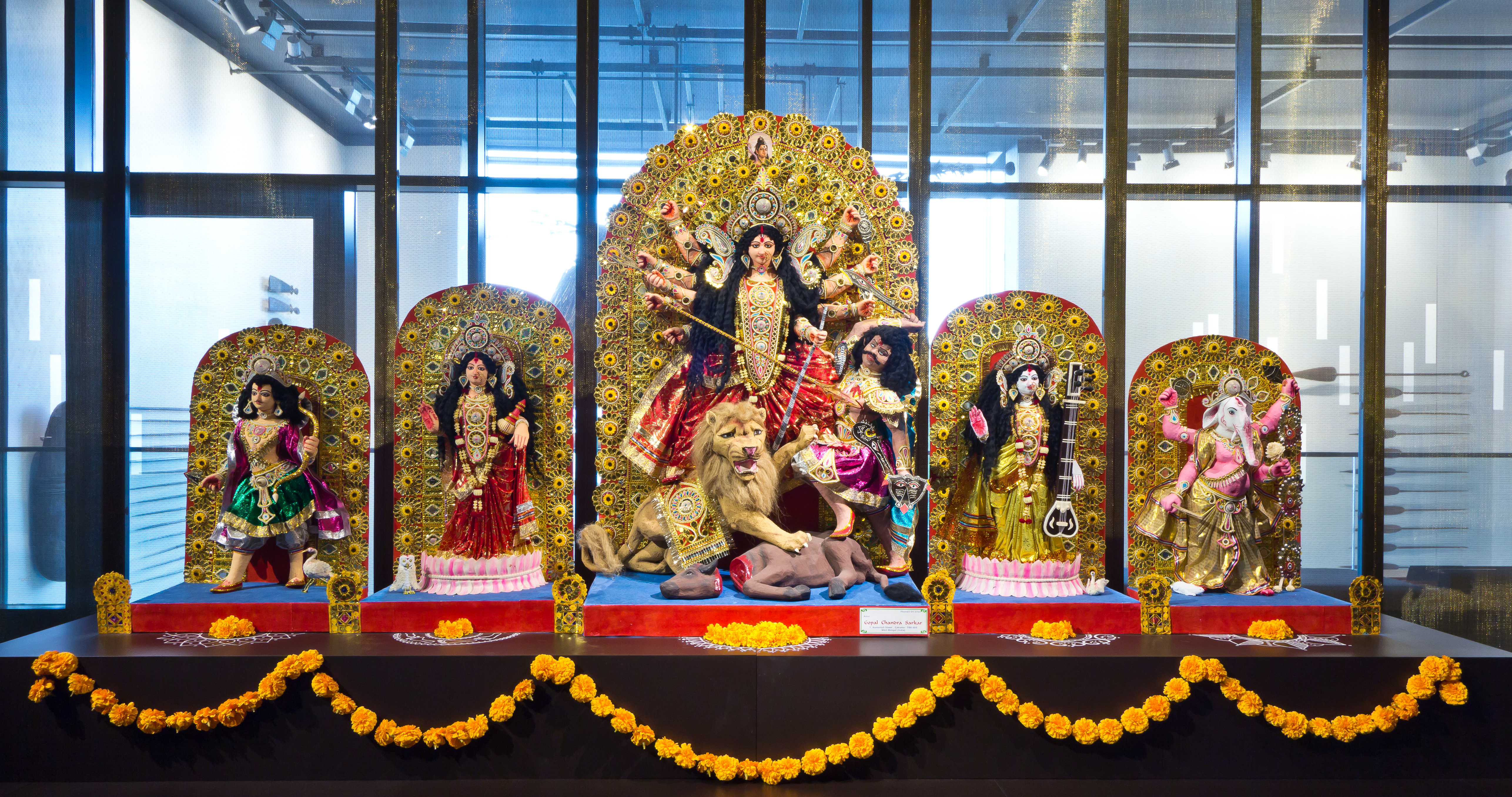
Durga mit ihren vier „Kindern“ Ganesha, Sarasvati, Lakshmi und Karttikeya. Sie bekämpft den Dämonen Mahisasur. Altar im Rautenstrauch-Joest-Museum, Köln.

Das größte Fest zu Ehren der Göttin ist die Durga Puja und wird nach dem hinduistischen Mondkalender Ende September oder im Oktober gefeiert. Im Bundesstaat Westbengalen mit der Hauptstadt Kalkutta ist es sogar das wichtigste Fest des gesamten Jahres. Die Geschichte des Kampfes stellt der Priester rituell im Gottesdienst, der Puja, nach.

## Hymne
Folgende kurze Ausschnitte aus einer sehr bekannten Sanskrit-Hymne (Ya devi sarva bhuteshu) aus dem fünften Kapitel des Devi Mahatmya, das Hindus besonders zur Durga Puja singen und beten oder in dieser für sie heiligen Zeit immer wieder im Radio hören, machen deutlich, dass die Göttin nicht nur als außerhalb existierend gedacht wird:
Ehre der Göttin, der Großen Göttin!

Ehre der Segensreichen!

Ehre Ihr, die alles erschafft und erhält!

Ehre sei immer wieder Durga,

die uns aus der Bedrängnis führt,

die Urgrund ist und Schöpferin von allem!

Ehre, immer wieder Ehre

der Göttin, die in allen Wesen als Bewusstsein lebt,

der Göttin, die in allen Wesen als Weisheit lebt,

der Göttin, die in allen Wesen als Frieden lebt,

der Göttin, die in allen Wesen als Glaube lebt,

der Göttin, die in allen Wesen als Anmut lebt,

der Göttin, die in allen Wesen als Geduld lebt,

der Göttin, die in allen Wesen als Zufriedenheit lebt,

der Göttin, die in allen Wesen als Mutter lebt,

der Göttin, die in allen Wesen als Irrtum (oder Fehler) lebt!